# Henriette Löfman
Henriette Löfman, född 23 augusti 1784, död 16 mars 1836 i Örby i Västergötland, var en svensk tonsättare.

## Biografi
Henriette Löfman flyttade 1809 till överstelöjtnanten Casimir Reuterskiöld (1770–1848) på kvarteret Torsken 50 i Jakob och Johannes församling, Stockholm. Hon levde från 1812 med Reuterskiöld på säteriet Öresten i Örby. De fick tillsammans barnen Sophie Henriette (född 1813) och Axel Leonhard (född 1817). Löfman och Reuterskiöld gifte sig först 15 februari 1822. Åtta dagar efter Henriettes 44 årsdag fick de ytterligare en son Heribert Adam (född 1828).
Henriette Löfman har bland annat komponerat verk för harpa.
Henriette avled 16 mars 1836 i Örby av slemstockning och begravdes 25 mars samma år. Bland musikinstrument vid hennes död ägde de två små violiner och ett fortepiano. Innan hennes död gav hon bort en harpa och ett notskåp i mahogny med noter.

## Musikverk
- Tema med variationer i B-dur för harpa.[20]